# Vũ Xuân Vinh
Vũ Xuân Vinh (1923-2012), là một sĩ quan cấp cao trong Quân đội nhân dân Việt Nam, hàm Trung tướng, nguyên Cục trưởng Cục liên lạc đối ngoại Bộ Quốc phòng, Trưởng Khoa Phòng không Học viện Quân sự cấp cao, Tham mưu phó Quân chủng Phòng không Không quân

## Thân thế và sự nghiệp
Ông sinh ngày 9 tháng 2 năm 1923, quê tại xã Trực Chính, huyện Trực Ninh, tỉnh Nam Định. Trước Cách mạng tháng 8, ông theo học tại Hà Nội.
Năm 1944, tốt nghiệp Trường Bưởi (nay là Trường Chu Văn An).
Tháng 5 năm 1945, ông tham gia vào hoạt động của sinh viên và thanh niên cứu quốc, bị phát xít Nhật bắt giam từ tháng 5 đến tháng 8 năm 1945. Sau khi thoát khỏi nhà tù phát xít, ông trở về địa phương tham gia giành chính quyền, là Chủ tịch Ủy ban Nhân dân xã Trực Chính, huyện Trực Ninh, tỉnh Nam Định. 
Tháng 3 năm 1946, ông được cử đi học tại Trường võ bị Trần Quốc Tuấn khóa 1
Tháng 12 năm 1946, trung đội phó rồi trung đội trưởng Tiểu đoàn 1 Trung đoàn 147 Vệ binh Bộ Tổng Tham mưu Bộ Quốc phòng
Tháng 9 năm 1947, đại đội trưởng Đại đội 2 Tiểu đoàn 2 Trung đoàn 147 chủ lực của Bộ Quốc phòng
Tháng 6 năm 1948, Trưởng ban Tác huấn Trung đoàn 140
Tháng 10 năm 1948, Phó Ban Tác chiến Mặt trận Trung Du
Tháng 6 năm 1949, Phó Ban Tác chiến Mặt trận Bắc Kạn
Tháng 8 năm 1949, Phó Ban Tác huấn Đại đoàn 308
Tháng 2 năm 1950, Tham mưu trưởng Trung đoàn 36 Đại đoàn 308
Tháng 2 năm 1951, đi dự Đại hội Thanh niên Sinh viên Quốc tế rồi là phái viên Tổng cục Chính trị
Tháng 3 năm 1952, Tham mưu phó Trung đoàn 36 Đại đoàn 308
Tháng 6 năm 1953, Tham mưu trưởng Trung đoàn 36 Đại đoàn 308
Tháng 6 năm 1954, thư ký đoàn Hội nghị Trung Giã đấu tranh với thực dân Pháp thực hiện Hiệp định Genève về Việt Nam
Tháng 10 năm 1954, đi học Trường Sĩ quan Pháo binh, sau đó là Tham mưu trưởng Trung đoàn Pháo binh Đại đoàn Pháo binh 349 Bộ Tư lệnh Pháo binh. 
Tháng 6 năm 1955, ông được bổ nhiệm giữ chức vụ Trưởng ban Tác huấn Đại đoàn Pháo binh 349
Tháng 6 năm 1958, theo học ngoại ngữ tại Trường Văn hóa Bộ Quốc phòng
Năm 1959, được cử đi học tại Học viện Pháo binh Tên lửa Lê-nin-grát của Liên Xô. 
Tháng 10 năm 1964 ông là Tham mưu trưởng Lữ đoàn 368 Bộ Tư lệnh Pháo binh
Tháng 3 năm 1966, Tham mưu phó phụ trách về Tên lửa Quân chủng Phòng không Không quân
Tháng 3 năm 1967, Tham mưu phó Bộ Tư lệnh Binh chủng Tên lửa (Sư đoàn 369) Quân chủng Phòng không Không quân
Tháng 2 năm 1968, Phó Tư lệnh Sư đoàn Phòng không 361 Quân chủng Phòng không Không quân
Tháng 10 năm 1969, Tham mưu phó Quân chủng Phòng không Không quân
Tháng 2 năm 1974, Tư lệnh Sư đoàn Phòng không 375 Quân chủng Phòng không Không quân. 
Tháng 6 năm 1976, ông về giữ chức vụ Trưởng khoa Phòng không tại Học viện Quân sự cấp cao
Tháng 1 năm 1980, Cục trưởng Cục Liên lạc Đối ngoại Bộ Quốc phòng
Tháng 9 năm 1996, ông nghỉ hưu.
từ tháng 1 năm 1997 ông tiếp tục tham gia hoạt động của Hội Cựu Chiến binh Việt Nam với chức vụ Ủy viên Thường vụ Trung ương Hội. 
Thiếu tướng (12.1984), Trung tướng (6.1992).

## Khen thưởng
Huân chương Quân công hạng Nhì
Huân chương Chiến công (hạng Nhất, Nhì)
Huân chương Chiến thắng (chống Pháp) hạng Nhất
Huân chương Kháng chiến chống Mỹ hạng Nhất
Huân chương Chiến sĩ vẻ vang (hạng Nhất, Nhì, Ba)
Huy chương Quân kỳ quyết thắng
Huy chương Vì sự nghiệp thanh niên
Huy chương Vì sự nghiệp Lao động Thương binh Xã hội
Huy hiệu 50 năm tuổi Đảng
Huy chương vàng học tập tại Học viên Pháo binh Tên lửa Lê-nin-grát (Liên Xô)